# Frænkelland
Frænkelland is een schiereiland in Nationaal park Noordoost-Groenland in het oosten van Groenland. Het is een van de schiereilanden in het fjordensysteem van het Koning Oscarfjord.
Het schiereiland is vernoemd naar Knut Frænkel.

## Geografie
Het schiereiland wordt in het oosten begrensd door het Isfjord, in het zuiden door het Keizer Frans Jozeffjord en in het zuidwesten door de Nordenskiöldgletsjer. In het westen is het schiereiland verbonden met het achterland.
Aan de overzijde van het water ligt in het noordoosten Andréeland, in het zuidoosten Suessland en in het zuidwesten Goodenoughland. In het noorden ligt aan de andere zijde van de gletsjer het Louise Boydland.

### Gletsjers
Op Frænkelland bevinden zich meerdere gletsjers. Dit zijn naast de Nordenskiöldgletsjer onder andere ook de Gregorygletsjer, de Jættegletsjer en de Victor Madsengletsjer. Verder naar het noordwesten liggen de Hamberggletsjer en de Eversgletsjer.